# フィルモア郡 (ネブラスカ州)
フィルモア郡 (フィルモアぐん、Fillmore County) はアメリカ合衆国ネブラスカ州に位置する郡である。2000年現在、人口は6,634人である。ここの郡庁所在地はジュネーブである。

## 地理
アメリカ合衆国統計局によると、この郡は総面積1,493 km2 (577 mi2) である。このうち1,493 km2 (576 mi2) が陸地で0 km2 (0 mi2) が水地域である。総面積の0.03%が水地域となっている。

### 隣接する郡
- セイリーン郡 - (東)
- セイヤー郡 - (南)
- クレイ郡 - (西)
- ヨーク郡 - (北)

## 人口動勢
2000年現在の国勢調査で、この郡は人口6,634人、2,689世帯、及び1,801家族が暮らしている。人口密度は4/km2 (12/mi2) である。2/km2 (5/mi2) の平均的な密度に2,990軒の住居が建っている。この郡の人種的構成は白人97.75%、アフリカン・アメリカン0.21%、先住民0.44%、アジア0.06%、太平洋諸島系0.02%、その他の人種0.83%、及び混血0.69%である。人口の1.66%がヒスパニックまたはラテン系である。
この郡内の住民は26.30%が18歳未満の未成年、18歳以上24歳以下が5.10%、25歳以上44歳以下が24.00%、45歳以上64歳以下が23.30%、及び65歳以上が21.30%にわたっている。中央値年齢は41歳である。女性100人ごとに対して男性は93.50人である。18歳以上の女性100人ごとに対して男性は91.30人である。
この郡の世帯ごとの平均的な収入は35,162米ドルであり、家族ごとの平均的な収入は41,725米ドルである。男性は29,813米ドルに対して女性は18,507米ドルの平均的な収入がある。この郡の一人当たりの収入 (per capita income) は17,465米ドルである。人口の7.80%及び家族の4.80%は貧困線以下である。全人口のうち18歳未満の8.20%及び65歳以上の10.00%は貧困線以下の生活を送っている。

## 都市及び村
- Exeter
- Fairmont
- ジュネーブ (Geneva)
- Grafton
- Milligan
- Ohiowa
- Shickley
- Strang

1. ↑   Find a County, National Association of Counties 2011年6月7日閲覧。
2. ↑   American FactFinder, United States Census Bureau 2008年1月31日閲覧。